# بردا بی‌ای.۱۹
بردا بی‌ای. ۱۹ (به انگلیسی: Breda_Ba.19) یک هواگرد ملخ‌پیشین تک‌موتوره از نوع   آموزشی ساخت شرکت Breda است. هواگرد بردا بی‌ای. ۱۹ نخستین پروازش را در ۱۹۲۸ میلادی انجام داد. این هواگرد در سال ۱۹۳۱ میلادی رسماً معرفی گردید. در مجموع، تعداد ۴۲ فروند از این هواگرد ساخته شده‌است.
طراح این هواگرد، Cesare Pallavicino بود.